# Gurbanguly Berdimuhamedow
Gurbanguly Mälikgulyýewiç Berdimuhamedow (rusky Гурбангулы Мяликгулыевич Бердымухамедов, čti Gurbanguly Mjalikgulyjevič Berdymuhamedov, * 29. června 1957, Babarap, Turkmenská sovětská socialistická republika) je národním lídrem turkmenského lidu a tedy po prezidentovi druhým nejvyšším ústavním činitelem v Turkmenistánu, zastávajícím zároveň funkci předsedy Lidové rady (tzv. Halk Maslahaty), která je nejvyšším orgánem zastupitelské moci.

## Vzestup kmoci
Po absolvování vysoké školy působil od roku 1980 jako zubní lékař. Postupně se vypracoval i na hlavního dentistu tehdejšího prezidenta země Saparmurata Nijazova, který jej dne 15. prosince 1997 jmenoval do funkce ministra ochrany zdraví a zdravotnického průmyslu Turkmenistánu.
V roce 2001 byl Gurbanguly Berdimuhamedow jmenován místopředsedou vlády, funkce ministra mu zůstala. Byl tak jedním z nejbližších spolupracovníků prezidenta Nijazova.

## Prezident Turkmenistánu
21. prosince 2006, kdy zemřel autokratický prezident Saparmurat Nijazov, který stál zároveň v čele vlády, se Gurbanguly Berdimuhamedow ujal vedení země s výkonem pravomocí jako hlavy státu a zároveň hlavy vlády. Tato pravomoc mu byla delegována turkmenskou bezpečnostní radou státu v souladu s ústavou země.
Statut prezidenta Turkmenistánu obhájil v prezidentských volbách 11. února 2007, ve kterých oficiálně získal 89,23 % hlasů. Volby však nejsou považovány za demokratické, protože všichni kandidáti byli z Demokratické strany Turkmenistánu, tehdy jediné státem povolené politické strany. Podle OBSE volby nebyly „ani svobodné, ani poctivé“. Forma jeho vlády byla považována za autoritativní, sám Berdimuhamedow se snažil vytvářet kult osobnosti.
26. října 2010 získal Gurbanguly Berdimuhamedow oficiální přezdívku Arkadag, která se skládá z turkmenských slov arka (tj. zezadu) a dag (tj. hora) a znamená v přeneseném významu "patron", "ochránce" nebo "velká opora".
V projevu 11. února 2022 oznámil svůj záměr rezignovat na post prezidenta Turkmenistánu a na 12. března 2022 vyhlásil předčasné prezidentské volby, ve kterých zvítězil jeho syn Serdar Berdimuhamedow v prvním kole. Gurbanguly Berdimuhamedow předal prezidentský úřad svému synovi 19. března 2022.
Po celou dobu 15 let ve funkci prezidenta Turkmenistánu, tj. od 21. prosince 2006 až do 18. března 2022, vykonával Gurbanguly Berdimuhamedow zároveň i funkci předsedy vlády a nejvyššího velitele ozbrojených sil Turkmenistánu.

## Předseda horní komory parlamentu
Od 14. dubna 2021 byl Gurbanguly Berdimuhamedow předsedou Lidové rady parlamentu, tj. horní komory parlamentu Turkmenistánu, tzv. Halk Maslahaty, a to až do jejího zániku dne 21. ledna 2023, který sám inicioval na společném zasedání obou komor parlamentu dne 11. ledna 2023. Následně byly připraveny příslušné legislativní návrhy, které byly projednány na dalším společném zasedání obou komor parlamentu dne 21. ledna 2023, kdy byla mj. přijata novela ústavy Turkmenistánu, podle které se dvoukomorový parlament mění na jednokomorový parlament tzv. Mejlis (čti Medžlis) a kterým byla horní komora zrušena. 

## Předseda Lidové rady Turkmenistánu
Od 21. ledna 2023 až dosud je Gurbanguly Berimuhamedow předsedou Lidové rady Turkmenistánu, tzv. Halk Maslahaty, který vznikl na základě ústavního zákona ze dne 21. ledna 2023 jako nejvyšší orgán zastupitelské moci a který převzal název Lidová rada (v turkmenštině Halk Maslahaty) od horní komory parlamentu, která tentýž den zanikla. Na rozdíl od parlamentu se jeho členové nevolí,  je obsazen nejrůznějšími funkcionáři Turkmenistánu, včetně představitelů vedení krajů, okresů, velkých měst a střediskových obcí. 

## Národní lídr turkmenského lidu
Na společném zasedání obou komor parlamentu dne 21. ledna 2023 byl jednohlasně schválen návrh ústavního zákona o národnímu lídru turkmenského lidu s rozsáhlými pravomoci, který doživotně určuje tento titul Gurbangulymu Berdimuhamedowi a zároveň dává jemu a jeho rodině imunitu, včetně nedotknutelnosti majetku. Národní lídr turkmenského lidu má právo:
- apelovat na obyvatele Turkmenistánu,
- mluvit na schůzích Mejlisu Turkmenistánu a projednávat návrhy právních předpisů,
- účastnit se jednání vlády, předkládat návrhy a vyjadřovat své postoje,
- vystupovat na schůzích a sjezdech politických stran a na jiných veřejných sdruženích.

## Vyznamenání
- řetěz Řádu Zajda – Spojené arabské emiráty, 26. srpna 2007
- Řád za vynikající zásluhy – Uzbekistán, 17. října 2007
- Pamětní medaile 10. výročí hlavního města Astany – Kazachstán, 2008
- Řád Ismáíla Sámáního I. třídy – Tádžikistán, 2010
- Řád za vojenskou odvahu – Bahrajn, 2011
- Řád Turecké republiky – Turecko, 2012 – udělil prezident Abdullah Gül[13]
- Řád Srbské republiky II. třídy – Srbsko, 2013 – udělil prezident Tomislav Nikolić[14]
- Řád republiky – Moldavsko, 15. prosince 2016 – udělil prezident Nicolae Timofti[15]
- Řád Alexandra Něvského – Rusko, 2017 – udělil prezident Vladimir Putin[16][17]
- Řád přátelství I. třídy – Kazachstán, 11. dubna 2017[18]